# Friday Foster
Friday Foster fue una tira de prensa estadounidense, creada y escrita por Jim Lawrence e ilustrada por el dibujante español Jordi Longarón entre 1970 y 1974 para el The Chicago Tribune Syndicate (conocido actualmente como Tribune Media Services). Fue el primer cómic protagonizado por una mujer afroamericana.

## Trayectoria editorial
Tras presentar su proyecto al "Chicago Tribune", Jim Laurence eligió a Jordi Longarón para que lo dibujara.
. Éste, a través de la agencia Bardon Art, comenzó a trabajar en la serie en 1969.
La primera página dominical de Friday Foster se publicó el 18 de enero de 1970.
En 1975, la serie fue objeto de una adaptación cinematográfica, del tipo blaxploitation, protagonizada por Pam Grier.

## Argumento
La tira se centraba en la glamorosa vida del personaje homónimo, una exmodelo que había pasado a convertirse en asistente de un fotógrafo de moda.

## Valoración
En opinión del crítico Antonio Lara es una obra sentimental típica, que aun así destaca por su orientación pop, visible en su ambientación, y la alta calidad de su dibujo.